# Chris Irwin
Christopher Frank Stuart Irwin, detto Chris (Londra, 27 giugno 1942), è un ex pilota automobilistico britannico.

## Carriera
Irwin iniziò la sua carriera all'inizio degli anni '60, prendendo parte a vari campionati di F3 inglese, ottenendo i suoi migliori risultati nel 1966. Lo stesso anno fece anche il suo debutto in Formula 1, concludendo al settimo posto il Gran Premio di Gran Bretagna. Il buon risultato gli valse l'attenzione della BRM, che gli offrì dunque un contratto per la stagione seguente. I piani della squadra prevedevano che Irwin avesse disputato il primo anno con una vettura messa a disposizione dalla scuderia di Reg Parnell, per poi essere inserito stabilmente nel team principale.
Nel 1967 ottenne quindi i suoi primi punti, con un quinto posto al Gran Premio di Francia, ma, l'anno seguente, fu vittima di un grave incidente alla 1000 km del Nürburgring, al seguito del quale il pilota dovette ritirarsi dalle competizioni automobilistiche.

### Risultati completi in Formula 1
| 1966 | Scuderia | Vettura |  |  |  |   |  |  |  |  |  |  |  | Punti | Pos. |
| ---- | -------- | ------- |  |  |  | - |  |  |  |  |  |  |  | ----- | ---- |
| 1966 | Brabham  | BT11    |  |  |  | 7 |  |  |  |  |  |  |  | 0     |      |

| 1967 | Scuderia    | Vettura        |  |  |   |     |   |   |   |     |     |     |     | Punti | Pos. |
| ---- | ----------- | -------------- |  |  | - | --- | - | - | - | --- | --- | --- | --- | ----- | ---- |
| 1967 | Reg Parnell | Lotus 25 e BRM |  |  | 7 | Rit | 5 | 7 | 9 | Rit | Rit | Rit | Rit | 2     | 16º  |

| Legenda | 1º posto     | 2º posto | 3º posto    | A punti         | Senza punti/Non class.  | Grassetto – Pole position Corsivo – Giro più veloce |
| Legenda | Squalificato | Ritirato | Non partito | Non qualificato | Solo prove/Terzo pilota | Grassetto – Pole position Corsivo – Giro più veloce |